# Petr Muk
Petr Muk (4. února 1965 Český Krumlov – 24. května 2010 Praha) byl český zpěvák a hudebník.

## Život
Vystudoval Střední průmyslovou školu stavební v Českých Budějovicích. Od svých patnácti let hrál a zpíval s různými punkovými a undergroundovými skupinami. V letech 1985 až 1993 byl vůdčí osobností skupiny Oceán, později, v letech 1992 až 1996, seskupení Shalom.
Od roku 1997, kdy vydal první sólové album, vystupoval jako samostatný interpret, často v muzikálech (Rusalka, Johanka z Arku, Galileo, Golem, Mona Lisa).
V roce 2004 vydal a koncertním turné podpořil mini-album Oh L'Amour obsahující české verze písní skupiny Erasure, se kterou společně s Oceánem projel Anglii – jako předkapela Erasure (prosinec 1989 a leden 1990).
Zemřel 24. května 2010 ve svém bytě v Praze na Vinohradech. Jako příčina úmrtí bylo stanoveno udušení zvratky. V krvi byl nalezen alkohol a léky na jeho duševní chorobu (BAP). Pohřben je na hřbitově v Českém Krumlově.
Byl dvakrát ženatý. S první manželkou Michaelou měl dcery Michaelu a Šárku, s druhou manželkou Evou pak dceru Noemi.

## Sólová diskografie

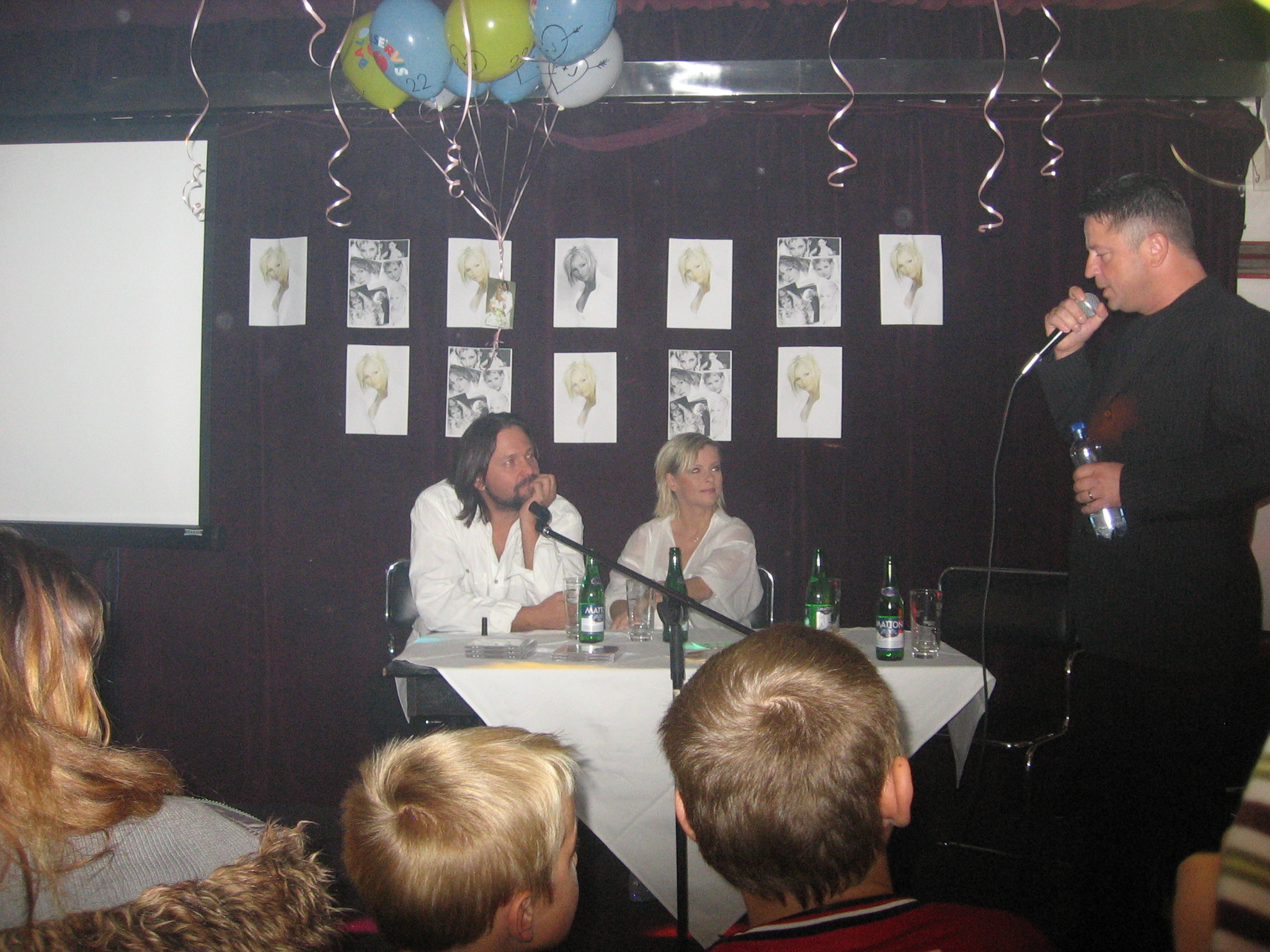
Petr Muk jako host na setkání Fanklubu Ivety Bartošové (za stolem sedící Jiří Pomeje a Iveta Bartošová), Mánes, Praha, 2008

- Hrob v Českém KrumlověPetr Muk (1997)
- Mou víru zná Lví král (1998)
- Jizvy lásky (2000)
- Dotyky snu (2002)

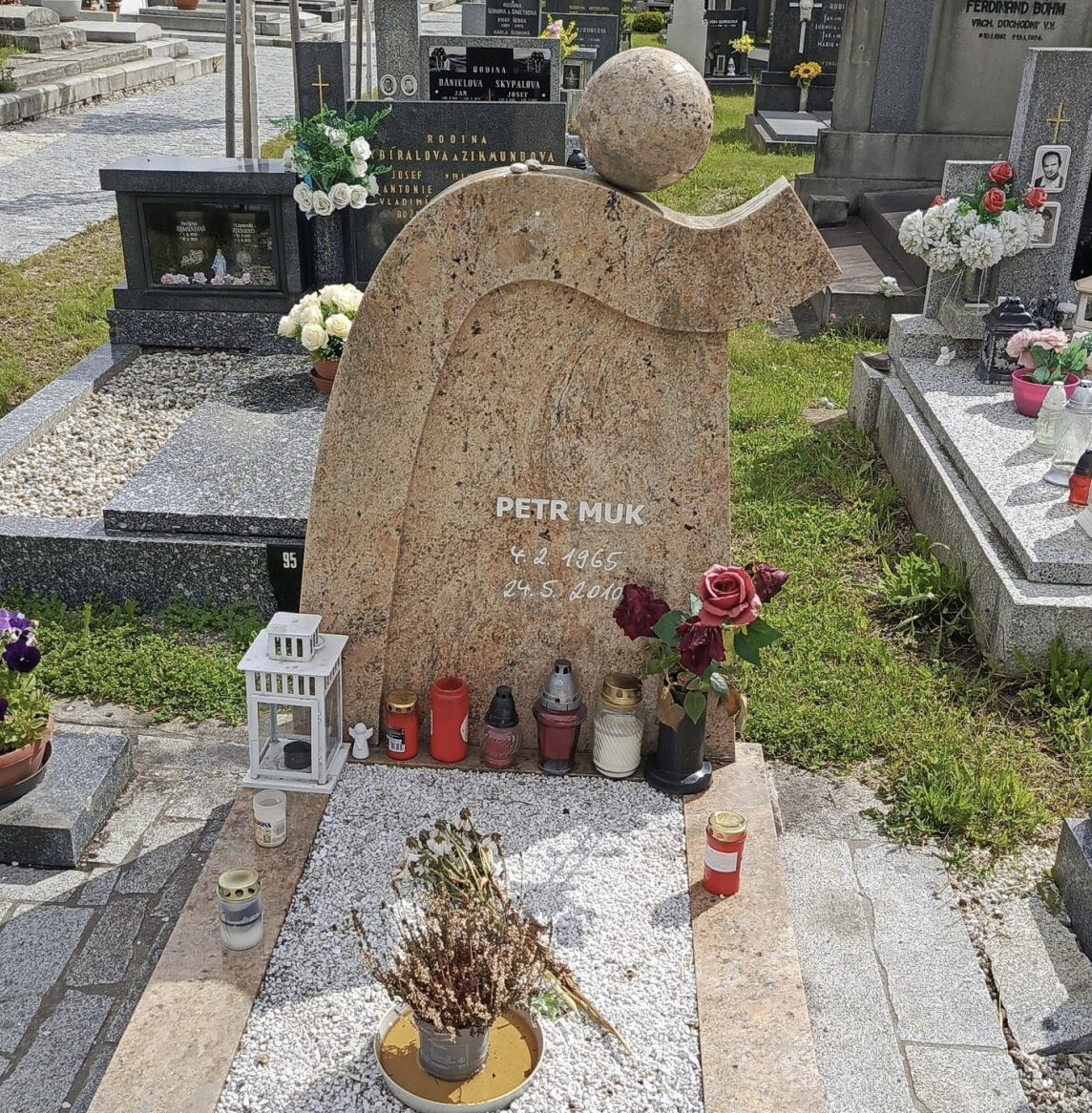
Hrob v Českém Krumlově

- Oh L'Amour (2004) – tribute EP to Erasure
- Osud ve dlaních (2005)
- Slunce / To nejlepší (2007) – kompilace
- Muzikál a film (2009)
- V bludišti dnů (2010)
- Outro (2011) – posmrtné album
- Petr Muk platinum edition (2015) – posmrtné album
- Sny zůstanou (BEST OF) (2020) – posmrtné album (vydáno k 10. výročí úmrtí)

## Ocenění
- stříbrný Český slavík Mattoni 2002 a 2003
- bronzový Český slavík 2004
- opakovaně druhý při udílení prestižních cen televizních diváků TýTý 2001 až 2004
- po několik let za sebou v Top 3 hlasování členů Akademie populární hudby (Grammy, Anděl)